# Trần Hựu Duy
Trần Hữu Duy (tiếng Trung:陈宥维, bính âm: Chén yòuwéi, sinh ngày 7 tháng 7 năm 1998) là nam diễn viên, ca sĩ người Trung Quốc, tốt nghiệp trường Đại học Khoa học Kỹ thuật Chiết Giang, từng là thành viên của nhóm nhạc UNINE.

## Sự nghiệp
Năm 2016, Trần Hựu Duy nổi bật khi tham gia sự kiện do Từ Văn Truyền Thông (Ciwen Media) tổ chức và được ký hợp đồng với Từ Văn Truyền Thông.
Năm 2017, anh tham gia chương trình thực tế "Siêu thứ nguyên thần tượng" do Mango Entertainment, Activation Group và Youku hợp tác sản xuất. Ngay sau khi tham gia chương trình, Trần Hựu Duy đã được đào tạo toàn diện về ba khía cạnh diễn xuất, thanh nhạc và vũ đạo dưới sự dẫn dắt của ê-kíp chương trình và công ty, phấn đấu phát triển toàn diện và nâng cao trình độ năng lực toàn diện. Tháng 5 năm 2017, đăng ký tham gia hoạt động tuyển chọn diễn viên của bộ phim truyền hình cổ trang "Diên Hi công lược" và thành công nhận được vai Ngũ A Ca Vĩnh Kỳ, đây cũng là bộ phim truyền hình đầu tiên của anh, bộ phim được công chiếu trên IQIYI vào ngày 19 tháng 7 năm 2018.  Tháng 11 năm 2017, tham gia bộ phim tình cảm lãng mạn "Vì sao lãng mạn", bộ phim được phát hành trên Tencent Video vào ngày 5 tháng 12 năm 2018, đồng thời tham gia bộ phim chiếu mạng "Pháo hôi công lược".
Ngày 23 tháng 4 năm 2018, tham gia bộ phim cổ trang "Manh thê Thực Thần" được phát sóng trên Tencent Video. Ngày 22 tháng 10, tham gia bộ phim chiếu mạng cổ trang "Song Thế Sủng Phi 2" do Lương Khiết và Hình Chiêu Lâm đóng chính, bộ phim được phát sóng trên Tencent Video. Vào tháng 12, với tư cách là một thực tập sinh, anh đã tham gia chương trình truyền hình cảm hứng cho giới trẻ "Thanh xuân có bạn" của IQIYI.
Ngày 21 tháng 1 năm 2019, chương trình thực tế "Thanh xuân có bạn" đã được phát sóng trên IQIYI, cuối cùng Trần Hựu Duy đã trở thành một trong những thành viên của UNINE và chính thức ra mắc công chúng. Vào ngày 6 tháng 5, EP đầu tiên "UNLOCK" của nhóm UNINE được phát hành. Sau đó, cuộc lưu diễn quốc gia "UNINE FAN MEETING TOUR "RUN TO U"" được tổ chức. Vào ngày 12 tháng 10, anh tham gia vào chương trình giải trí dành cho giới trẻ "Trò chơi Siêu Tân Tinh mùa 2". Vào ngày 21 tháng 10, EP thứ hai "UNUSUAL" của nhóm UNINE được phát hành, gồm ba bài hát "Thuê xe bus đến mặt trăng", "SET IT OFF" và "Nước biển không rơi xuống (Butterfly)". Vào ngày 16 tháng 12, cùng với UNINE thể hiện bài hát "Một lần một chút" bài hát kết thúc cho bộ phim truyền hình cảm hứng cho giới trẻ "Thiếu nữ tỏa sáng". Vào ngày 31 tháng 12, cùng nhóm UNINE đã biểu diễn "SET IT OFF" tại buổi hòa nhạc đêm giao thừa của Hồ Nam TV.
Năm 2020, đóng vai chính trong bộ phim tình cảm "Gặp em cô gái rực rỡ".  Vào ngày 18 tháng 1, đĩa đơn "Lắc nào lắc" của nhóm UNINE được phát hành. Vào ngày 6 tháng 5, nhóm đã phát hành Album kỷ niệm đầu tiên "U-Night Flight". Vào tháng 8, anh là khách mời thường trú của chương trình tạp về giáo dục "Bàn học nhỏ thân yêu" của IQIYI. Ngày 30 tháng 9, UNINE phát hành  EP "UNFORGETTABLE". Tháng 10, nhóm UNINE chính thức giải thể sau khi phát hành ảnh tốt nghiệp. Vào tháng 12, anh cùng với Từ Nghệ Dương đóng vai chính trong bộ phim "Thời gian và em biệt lai vô dạng".
Ngày 19 tháng 2 năm 2021, bộ phim khoa học viễn tưởng "Xin chào, An Di" có sự tham gia của Trần Hựu Duy được phát sóng trên Tencent Video và IQIYI. Vào ngày 26 tháng 7, bộ phim "Thời gian và em biệt lai vô dạng" với sự tham gia của Trần Hựu Duy và Từ Nghệ Dương được phát sóng trên IQIYI.

## Danh sách phim
| Năm  | Tựa đề                            | Tựa đề tiếng Trung | Vai              | Bạn diễn | Ghi chú   |
| ---- | --------------------------------- | ------------------ | ---------------- | --- | --------- |
| 2018 | Diên Hi công lược                 | 延禧攻略           | Ngũ A Ca Vĩnh Kỳ | Ngô Cẩn Ngôn, Tần Lam, Nhiếp Viễn | vai phụ   |
| 2018 | Manh thê Thực Thần                | 萌妻食神           | Hách Liên Cảnh   | Từ Chí Hiền, Triệu Kiện, Chủng Đan Ni                                                                                                | vai phụ   |
| 2018 | Pháo hôi công lược                | 炮灰攻略           | Dung Li          | Dư Nguyệt, Nghiêm Vũ Hào, Triệu Thành Vũ                                                                                             | vai chính |
| 2018 | Song Thế Sủng Phi 2               | 双世宠妃Ⅱ          | Lưu Thương       | Lương Khiết, Hình Chiêu Lâm, Vương Thụy Xương                                                                                        | vai chính |
| 2018 | Vì sao lãng mạn                   | 浪漫星星           | Ngôn Đông        | Vương Gia, Hình Phi, Cổ Chinh Vũ | vai phụ   |
| 2021 | Xin chào, An Di                   | 你好，安怡         | Kiều Viễn        | Mã Thiên Vũ, Thích Vy, Lâm Lộ Địch                                                                                                   | vai phụ   |
| 2021 | Thời gian và em biệt lai vô dạng  | 时光与你别来无恙   | Khương Điên      | Từ Nghệ Dương, Phó Vỹ Luân, Sái Tường Vũ                                                                                             | vai chính |
| 2022 | Gặp em cô gái rực rỡ              | 遇见·璀璨的你      | Tư Đạt           | Trần Kiều Ân, Kim Hãn, Vương Tử Tuyền                                                                                                | vai chính |
| 2022 | Tôi không muốn làm anh em với cậu | 我才不要和你做兄弟 | Diệp Hiểu Văn    | Tân Vân Lai, Lô Phương Sinh, Triệu Chiêu Nghi                                                                                        | vai chính |
| 2023 | Hổ hạc yêu sư lục                 | 虎鹤妖师录         | Vương Vũ Thiên   | Tưởng Long, Trương Lăng Hách, Vương Ngọc Văn                                                                                         | Vai phụ   |
| 2025 | Lâm Giang Tiên                    | 临江仙             | Lục Vũ Phong     | Bạch Lộc, Tăng Tuấn Hy, Hà Thụy Hiền, Triệu Dịch Khâm                                                                                | Vai phụ   |
| 2025 | Hoài Thủy Trúc Đình               | 淮水竹亭           | Lý Tự Tại        | Trương Vân Long, Lưu Thi Thi, Đinh Vũ Hề, Chương Nhược Nam, Mạnh Tử Nghĩa, Trạch Tiêu Văn, Ngô Tuyên Nghi, Thẩm Nguyệt, Hầu Minh Hạo | Vai chính |
| 2025 | Định Phong Ba                     | 定风波             | Phong Thanh Trạc | Vương Tinh Việt, Hướng Hàm Chi | Vai phụ   |

## Âm nhạc

### Album UNINE
| TT  | Tên Album     | Thông tin album                                                                             | Ca khúc | Ghi chú |
| --- | ------------- | ------------------------------------------------------------------------------------------- | --- | ------- |
| 1st | UNCLOCK       | - Ngày phát hành: 6 tháng 5 năm 2019 - Ngôn ngữ: Trung Quốc - Hãng đĩa: Thần Tượng Thế Kỷ   | Ca khúc - Bomba - Like A Gentleman - Ký Ức Thanh Xuân (春日记忆)                                                       |         |
| 2nd | UNUSUAL       | - Ngày phát hành: 21 tháng 10 năm 2019 - Ngôn ngữ: Trung Quốc - Hãng đĩa: Thần Tượng Thế Kỷ | Ca khúc - Thuê Xe Bus Đến Mặt Trăng (租辆大巴去月亮) - SET IT OFF - Nước Biển Không Rơi Xuống (海水不坠落) (Butterfly) |         |
| 3rd | UNFORGETTABLE | - Ngày phát hành: 31 tháng 12 năm 2020 - Ngôn ngữ: Trung Quốc - Hãng đĩa: Thần Tượng Thế Kỷ | Ca khúc - I Made It - Không Nói Nên Lời (无言絮语) (Speechless) - Ngày Tươi Sáng (闪亮的日子)                          |         |

### Album phòng thu
| Tên Album      | Thông tin Album                                                                           | Ca khúc | Ghi chú |
| -------------- | ----------------------------------------------------------------------------------------- | --- | ------- |
| U-Night Flight | - Ngày phát hành: 6 tháng 5 năm 2020 - Ngôn ngữ: Trung Quốc - Hãng đĩa: Thần Tượng Thế Kỷ | - Ready Go - UNINE - Bad bad bad - Lý Vấn Hàn - Future world - Lý Chấn Ninh - Precious - Diêu Minh Minh - Over - Quản Nhạc - Controller - Gia Nghệ - I Understand - Hồ Xuân Dương - Arrival - Hạ Hán Vũ - Superpower - Trần Hựu Duy - Now - Hà Xưởng Hy - U're Mine - UNINE |         |

### Các bài hát khác
| Thời gian phát hành  | Tên bài hát          | Tựa đề tiếng Trung | Kết hợp | Ghi chú                                            |
| -------------------- | -------------------- | ------------------ | ------- | -------------------------------------------------- |
| 17 tháng 10 năm 2019 | Always In Love       | Always In Love     | UNINE   | Nhạc đầu phim "Không có bí mật với em"             |
| 16 tháng 12 năm 2019 | Một lần một chút     | 一次一点点         | UNINE   | Nhạc kết phim "Thiếu nữ tỏa sáng"                  |
| 18 tháng 1 năm 2020  | Lắc nào lắc          | 摇啊摇             | UNINE   | bài hát đơn của nhóm UNINE                         |
| 20 tháng 7 năm 2020  | Hi, Thiếu niên       | Hi少年             | UNINE   | bài hát phim "Xuyên qua hỏa tuyến"                 |
| 1 tháng 9 năm 2020   | Bàn học nhỏ thân yêu | 亲爱的小课桌       |         | bài hát chủ đề chương trình "Bàn học nhỏ thân yêu" |

## Chương trình tạp kỹ
| Thời gian phát hành  | Tên chương trình           | Tựa đề tiếng Trung | Kênh                        | Ghi chú            |
| -------------------- | -------------------------- | ------------------ | --------------------------- | ------------------ |
| 18 tháng 8 năm 2017  | Siêu thứ nguyên thần tượng | 超次元偶像         | Youku                       | thí sinh           |
| 21 tháng 1 năm 2019  | Thanh xuân có bạn          | 青春有你           | IQIYI                       | thí sinh           |
| 26 tháng 8 năm 2020  | Bàn học nhỏ thân yêu       | 亲爱的小课桌       | IQIYI                       | khách mời          |
| 2 tháng 10 năm 2020  | Diễn viên mời vào chỗ 2    | 演员请就位2        | Tencent Video               | thí sinh           |
| 11 tháng 12 năm 2021 | Ái chà dáng đẹp 3          | 哎呀好身材3        | Mango TV                    | Thành viên cố định |
| 10 tháng 06 năm 2022 | Keep running 10            | 奔跑吧兄弟10       | Đài truyền hình Chiết Giang | khách mời          |